# Tour de France 2017/4. Etappe
Die 4. Etappe der Tour de France 2017 fand am 4. Juli 2017 statt. Sie führte über 207,5 Kilometer von Bad Mondorf nach Vittel. Es gab einen Zwischensprint in Goviller nach 157,5 Kilometern sowie eine Bergwertung der 4. Kategorie. 
Der Sprintsieg von Arnaud Démare wurde überschattet vom Ausschluss von Peter Sagan, der durch einen Ellbogencheck gegen Mark Cavendish dessen Sturz ausgelöst haben soll. Geraint Thomas verteidigte das Gelbe Trikot.